# Перевісся
Переві́сся — село в Україні, у Луківській селищній громаді Ковельського району Волинської області. Населення становить 136 осіб.

## Історія
У 1906 році село Старокошарської волості Ковельського повіту Волинської губернії. Відстань від повітового міста 17 верст, від волості 8. Дворів 59, мешканців 269.
Після ліквідації Турійського району 19 липня 2020 року село увійшло до Ковельського району.

## Населення
Згідно з переписом УРСР 1989 року чисельність наявного населення села становила 139 осіб, з яких 65 чоловіків та 74 жінки.
За переписом населення України 2001 року в селі мешкало 136 осіб. 100 % населення вказало своєю рідною мовою українську мову.